# Harry Kaiser
Harry Kaiser – amerykański kolarz torowy, srebrny medalista mistrzostw świata.

## Kariera
Największy sukces w karierze Harry Kaiser osiągnął w 1912 roku, kiedy zdobył srebrny medal w sprincie amatorów podczas mistrzostw świata w Newark. W zawodach tych wyprzedził go jedynie jego rodak Donald McDougall, a trzecie miejsce zajął kolejny reprezentant USA - James Diver. Był to jedyny medal wywalczony przez Kaisera na międzynarodowej imprezie tej rangi. Ponadto kilkakrotnie stawał na podium zawodów cyklu Six Days, odnosząc zwycięstwo w Nowym Jorku w 1920 roku. W 1914 roku został mistrzem kraju w sprincie amatorów. Nigdy nie wystąpił na igrzyskach olimpijskich. 